# Redbirds d'Illinois State
Les Redbirds d'Illinois State (en anglais : Illinois State Redbirds) sont le club omnisports universitaire de l’université d'État de l'Illinois à Normal en Illinois.